# سیارک ۲۹۳۵
سیارک ۲۹۳۵ (به انگلیسی: 2935 Naerum، نامگذاری:1976UU) دو هزار و نهصد و سی و پنجمین سیارک کشف شده‌است که در ۲۴ اکتبر ۱۹۷۶ کشف شد.
قدر مطلق سیارک برابر ۱۳٫۰۰ است.